# فين بيرغسن
فين بيرغسن (بالنرويجية البوكمول: Finn Bergesen jr.)‏ هو محامي وشخصية أعمال نرويجي، ولد في 3 سبتمبر 1945 في برغن في النرويج، وتوفي في 11 سبتمبر 2012.

## وصلات خارجية
- فين بيرغسن على موقع IMDb (الإنجليزية)